# Batalla de Cúcuta
La batalla de Cúcuta fue un enfrentamiento bélico entre las tropas independentistas de Simón Bolívar y las españolas de Ramón Correa. Como resultado de la victoria patriota, se logró la independencia de la ciudad colombiana de Cúcuta y se dio inicio a la Campaña Admirable, con la cual fue liberado el occidente de Venezuela.
La batalla comenzó a las 9 de la mañana del 28 de febrero de 1813 y terminó al mediodía. Los combatientes fueron 400 hombres al mando de Simón Bolívar incluidas tropas del coronel Cartagenero Manuel del Castillo y Rada y 800 a órdenes del general español Ramón Correa. Para 1812, Cedeño se une a Bolívar en Curazao, de donde pasó a Nueva Granada, asistiendo a la Batalla de Cúcuta, así como a las de Tenerife y Mompós.
Bolívar emprende una gran ofensiva contra las fuerzas españolas del margen oriental del río Magdalena, y, rápidamente logra triunfos que lo llevaron a liberar los valles de Cúcuta en poder de los realistas al mando del coronel Ramón Correa.

## En medio de la batalla
El 28 de febrero de 1813, Correa asiste a misa muy  temprano, mientras las tropas de Bolívar acompañado por el coronel Manuel del Castillo y Rada, desde el alba se movilizaban por las colinas occidentales que dominan la Villa de San José de Cúcuta. Ramón Correa, parte al encuentro de los patriotas con más de 800 hombres bien provistos. Se sitúa a tiro de fusil de las colinas que ocupan los insurgentes y comienza la acción guerrera. Una partida de 100 fusileros del Rey intenta dominar el flanco derecho del ejército de Bolívar, pero un cambio rápido de posición deja sin efecto el movimiento. La lucha fue muy encarnizada y reñida. Llevaban cuatro horas luchando desde las nueve de la mañana y solo a la una de la tarde de aquel glorioso día, 28 de febrero de 1813, una carga a la bayoneta ordenada por Bolívar dio la victoria a los patriotas.

## Parte de Guerra
Simón Bolívar narró así aquella acción:

“Después de haber llegado a mi cuartel general de San Cayetano los pertrechos y retaguardia y ciento veintiséis hombres de la Unión, al mando de los Capitanes Uscátegui y Ramírez, pasamos ayer tarde el río Zulia, y al amanecer de este día nos pusimos en marcha hacia esta Villa Capital de Cúcuta, y cuartel general del enemigo.
Aún no eran las nueve de la mañana cuando nos encontramos posesionados de la altura que dominaba el Valle, desde donde empezamos a batir al enemigo acampado fuera de la Villa, a tiro de fusil de la cima del monte. Inmediatamente que nos presentamos, una partida de 100 hombres quiso tomarnos la espalda por nuestra derecha, pero en vano porque nuestros movimientos los hicieron desistir de su proyecto. Entonces varió su tentativa y se apoderó de las alturas que estaban a nuestra izquierda de donde fue desalojado violentamente y bien a su costa.
Mientras tanto mi centro, al mando del coronel Francisco José Ribas, sostenía un fuego horrible contra el enemigo que se defendía con una ciega obstinación, ganándole palmo a palmo el terreno y obligándolo a tomar cada instante nuevas posiciones que él sostenía con el grueso de sus tropas y toda su artillería y caballería.
Viendo que nuestros soldados se llenaban de tanto más ardor cuando era mayor el peligro, di orden al coronel Rivas y al resto de las tropas que tomasen al asalto la Villa y el campo.
Así lo ejecutaron a pesar del vivo fuego que por todas partes nos llovía, así de artillería como de fusilería, avanzando paso a paso; y cansado ya de 4 horas de combate, entramos a la bayoneta, por habérsenos casi acabado las municiones de caballería.
El enemigo sobrecogido en este momento de un terror pánico, se escapó precipitadamente, dejando a nuestro poder plaza, artillería, pertrechos, fusiles, víveres y cuantos efectos pertenecían al gobierno español y sus cómplices.
Hemos alcanzado la más completa victoria, apoderándonos de sus fuertes posiciones y de estos floridos valles que ellos oprimían matándoles o hiriéndoles una multitud de soldados y oficiales, inclusive el mismo comandante Correa, que lo han recogido del campo de batalla gravemente herido en la cabeza, siendo por nuestra parte la pérdida tan desproporcionada que solo tenemos que deplorar dos hombres muertos y 14 heridos, entre ellos el valeroso teniente de las tropas de la Unión, ciudadano Concha.
Todos nuestros soldados, oficiales se han cubierto de gloria pero muy particularmente el coronel Rivas, que mandaba todas las tropas de vanguardia y a quien la patria debe en este día una gran parte de su triunfo; como igualmente se señalaron el mayor Narvárez, el capitán Vigill, comandante de la retaguardia; el capitán Lino Ramírez, comandante de las tropas de Pamplona; el comandante de vanguardia, el bizarro ciudadano Pedro Guillen; el ayudante Ribón; y por no hacer una larga enumeración diré en una palabra que todos, hasta los últimos soldados, han llenado honrosamente su deber. Jamás el enemigo logró hacernos retroceder un solo paso, no obstante sus ventajas en artillería y caballería y posiciones dentro de la Villa”.
Simón Bolívar.

## Legado
El 14 de mayo de 1813, Bolívar partiría hacia Venezuela en la campaña Admirable, dejando al mando al joven militar sargento mayor del quinto batallón de línea, Francisco de Paula Santander, oriundo de Villa del Rosario Santander mantuvo el control del valle de Cúcuta y sus alrededores, con tan solo 260 soldados reclutados entre los habitantes de las poblaciones del valle de Cúcuta, la mayoría infantes, y 30 soldados de caballería. Con ellos triunfó en San Faustino y Capacho, contra las guerrillas realistas de Aniceto Matute e Ildefonso Casas. Sin embargo, ocho meses después, la victoria patriota sobre el valle de Cúcuta se vio truncada por la derrota en el Llano de Carrillo el 18 de octubre de 1813.